# Unicodeblock Allgemeine indische Ziffern
Der Unicodeblock Allgemeine indische Ziffern (engl. Common Indic Number Forms, U+A830 bis U+A83F) enthält Ziffern, die vor der Einführung des heutigen Dezimalsystems in nordindischen Schriften verwendet wurden.

## Liste
| Unicodenummer  | Zeichen (400 %) | Kategorie           | Bidirektionale Klasse       | Offizielle Bezeichnung                | Beschreibung                         |
| -------------- | --------------- | ------------------- | --------------------------- | ------------------------------------- | ------------------------------------ |
| U+A830 (43056) | ꠰               | anderes Zahlzeichen | links nach rechts           | NORTH INDIC FRACTION ONE QUARTER      | Nordindischer Bruch ein Viertel      |
| U+A831 (43057) | ꠱               | anderes Zahlzeichen | links nach rechts           | NORTH INDIC FRACTION ONE HALF         | Nordindischer Bruch einhalb          |
| U+A832 (43058) | ꠲               | anderes Zahlzeichen | links nach rechts           | NORTH INDIC FRACTION THREE QUARTERS   | Nordindischer Bruch drei Viertel     |
| U+A833 (43059) | ꠳               | anderes Zahlzeichen | links nach rechts           | NORTH INDIC FRACTION ONE SIXTEENTH    | Nordindischer Bruch ein Sechzehntel  |
| U+A834 (43060) | ꠴               | anderes Zahlzeichen | links nach rechts           | NORTH INDIC FRACTION ONE EIGHTH       | Nordindischer Bruch ein Achtel       |
| U+A835 (43061) | ꠵               | anderes Zahlzeichen | links nach rechts           | NORTH INDIC FRACTION THREE SIXTEENTHS | Nordindischer Bruch drei Sechzehntel |
| U+A836 (43062) | ꠶               | anderes Symbol      | links nach rechts           | NORTH INDIC QUARTER MARK              | Nordindisches Zeichen Viertel        |
| U+A837 (43063) | ꠷               | anderes Symbol      | links nach rechts           | NORTH INDIC PLACEHOLDER MARK          | Nordindischer Platzhalter            |
| U+A838 (43064) | ꠸               | Währungssymbol      | europäisches Schlusszeichen | NORTH INDIC RUPEE MARK                | Nordindisches Rupiezeichen           |
| U+A839 (43065) | ꠹               | anderes Symbol      | europäisches Schlusszeichen | NORTH INDIC QUANTITY MARK             | Nordindisches Mengenzeichen          |